# Hydriomena brunnescens
Hydriomena brunnescens là một loài bướm đêm trong họ Geometridae.